# Rick Warren

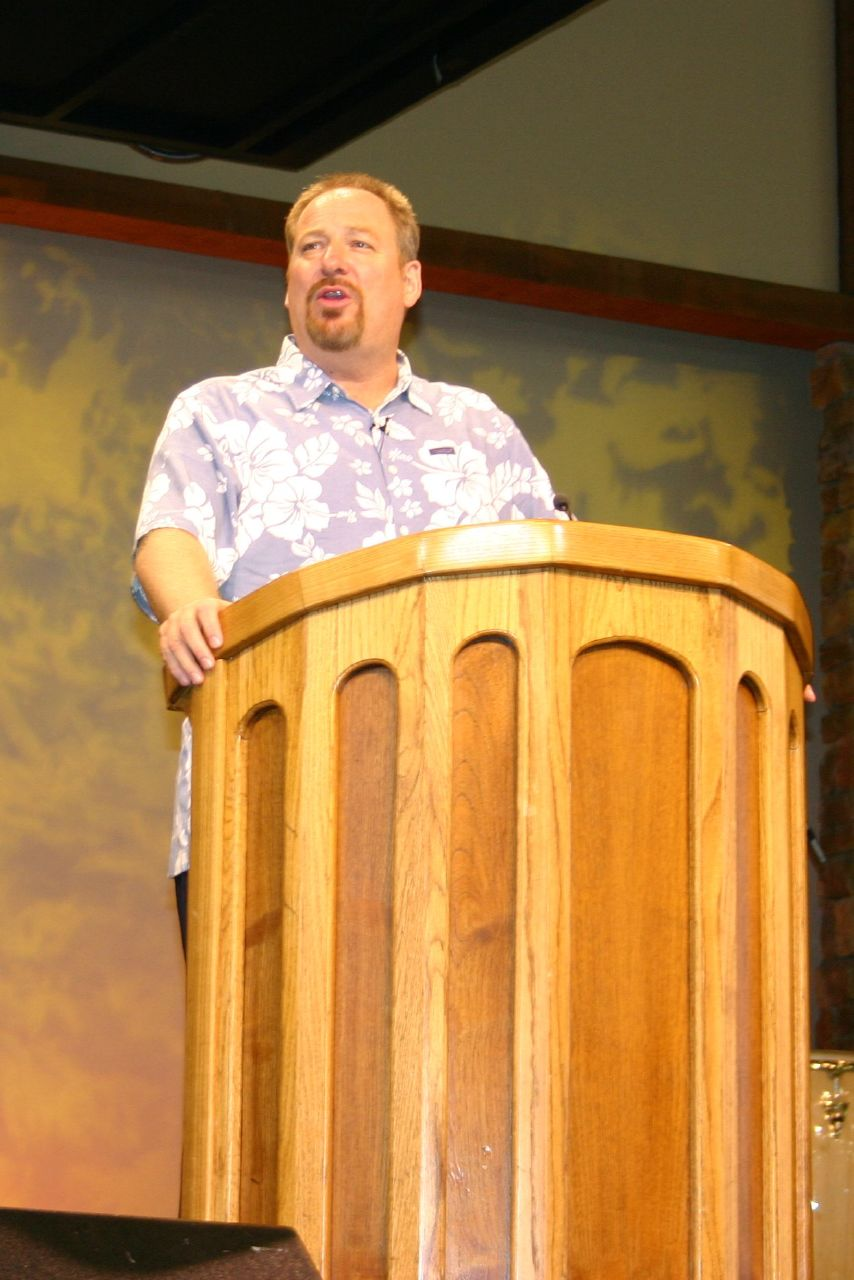
Rick Warren

Richard Duane (Rick) Warren (San José (Californië), 28 januari 1954) is een Amerikaanse baptistische predikant en schrijver van christelijke boeken. Hij behoorde tot 2023 tot het kerkgenootschap van de Southern Baptist Convention.

Hij is oprichter en voormalig 'senior pastor' van Saddleback Church, een van de grootste kerkelijke gemeenten in de Verenigde Staten. In Nederland is hij vooral bekend geworden door zijn boeken Doelgericht leven (Engelse titel: Purpose driven life) en Doelgerichte gemeente (Engelse titel: Purpose driven church).

## Levensloop
Warren studeerde in 1971 af aan de Ukia High School, en verkreeg een Bachelor of Arts aan de California Baptist University. Zijn Masters of Divinity behaalde hij aan het Southwestern Baptist Theological Seminary in 1979. Zijn Doctorate of Ministries haalde hij aan het Fuller Theological Seminary. Ook heeft hij verscheidene eredoctoraten. Hij heeft zowel les gegeven in Oxford en Cambridge, als aan verschillende andere seminaries en universiteiten. In 2008 werd hij lid van de Council on Foreign Relations. De Amerikaanse president Barack Obama heeft door Warren het gebed bij zijn inauguratie in 2009 laten uitspreken.
In 2011 begon hij met zijn kerk een programma vernoemd naar de profeet Daniël om obesitas in de kerk aan te pakken. Ook Warren zelf had flink overgewicht.
Hij is al meer dan dertig jaar getrouwd met Kay Warren, en heeft drie kinderen. In april 2013 pleegde een van zijn zonen, Matthew Warren, zelfmoord.
In 2022 stopte Warren na 40 jaar als voorganger waarna hij als evangelist wereldwijd kerken ging ondersteunen.
In 2023 werd Saddleback Church uit de Southern Babtist Convention gezet omdat zij tegen de conventiestatuten in vrouwen in het ambt hadden. Warren had zich nog ingespannen om de conventie op andere gedachten te brengen. Leden hoeven volgens de statuten niet honderd procent, maar grotendeels de statuten te volgen, zo was zijn redenatie in een open brief. Het mocht niet baten.

## Doelgericht-boeken

### Doelgericht leven
In december 2003 verscheen Doelgericht leven (vertaling: Ralph van der Aa) in Nederland. In totaal zijn er ongeveer 200.000 exemplaren van verkocht, wat het na de Nieuwe Bijbelvertaling het best verkochte christelijke boek van de afgelopen jaren maakt. Doelgericht leven heeft als ondertitel waarom leef ik hier eigenlijk op aarde en helpt de lezer om in veertig dagen Gods doel voor zijn/haar leven te ontdekken. In die veertig dagen, waarbij elke dag een afgeronde eenheid vormt, worden vijf levensdoelen aan de orde gesteld. Deze levensdoelen zijn volgens Warren: aanbidding, gemeenschap, discipelschap, bediening en evangelisatie.

### Doelgerichte gemeente
Volgens Warren moet een gemeente doelgericht zijn, om de taken te vervullen die Jezus Christus aan de gemeente heeft opgedragen. In Warrens interpretatie zijn die doelen als volgt: 
1. Heb de Heer, uw God, lief met heel uw hart;
2. Heb uw naaste lief als uzelf;
3. Ga en maak discipelen;
4. Doop hen;
5. Leer hen de geboden te onderhouden.

De doelstelling: mensen tot Jezus leiden en hen bij Gods gezin voegen, hen helpen tot volwassenheid te komen en zo op Christus te lijken, en hen toe te rusten voor hun bediening in de gemeente en hun levensmissie in de wereld, om zodoende Gods naam groot te maken.
In Nederland komt in 2012 de 28e druk uit. Het boek Doelgericht Leven is daarmee na de Nieuwe Bijbelvertaling het best verkochte non fiction boek van christelijk Nederland gedurende de afgelopen 10 jaar.

### Doelgericht samen leven
Op 1 september 2006 verscheen het vervolg op Doelgericht leven. Uit de praktijk blijkt dat veel mensen samen aan de slag gaan met Doelgericht leven. Dit boek wil hierbij een handreiking doen, en integreert leesboek, werkboek en dagboek. De nadruk ligt op het diaconaat.